# 歌川国安
歌川 国安（うたがわ くにやす、寛政6年〈1794年〉 - 天保3年7月6日〈1832年8月1日〉）とは、江戸時代後期の浮世絵師。俗称は安治郎、一鳳斎と号す。一時、西川安信と名乗ったとも。

## 来歴
江戸生まれ。初代歌川豊国の門人。本所相生町、のちに深川扇橋に住む。
式亭三馬『一対男時花歌川』の挿絵が早い時期の作品と目される。作画期は文化から没年にかけてで、文化5年（1808年）の役者絵に「豊国門人安画」と落款していることから、このころ豊国に入門したといわれており、また当初は豊国と同居していたという。役者絵のほかに、美人画や浮絵、合巻の挿絵、団扇絵、肉筆画を描く。享年39。
文政11年（1828年）建立の豊国先生瘞筆之碑によれば、門人に歌川安信、歌川安峰、歌川安清、歌川安重、歌川安常、歌川安春、歌川安秀がいる。国安、歌川国丸、歌川国直の3人は豊国門下の三羽烏といわれており、中でも国安がその第一人者であった。

## 作品

### 版本挿絵
- 『五人揃紋日大寄』　合巻　※益亭三友作、文化8年（1811年）
- 『小柳縞阿娜帯止』　合巻　※喜多川雪麿作、文政5年
- 『躾方浮世諺』　合巻　※薫作、文政7年
- 『傾城水滸伝』　合巻　※曲亭馬琴作、文政8年（1825年） - 天保4年（1833年）。第二編から第十二編まで国安が挿絵を担当
- 『春小袖門松模様』　合巻　※山東京山作、文政8年刊行
- 『会席料理世界も吉原』　合巻　※三舛（七代目市川團十郎）作（五柳亭徳升代作）、文政8年
- 『絵本魁草紙』　読本　※洒落斎三馬作、文政8年
- 『浜真砂築地白浪』　合巻　※三舛作、 文政9年
- 『面白妙須磨雪平』　合巻　※東里山人作、文政10年
- 『四十八手最手鑑』　相撲本　※烏亭作、文政11年
- 『喜怒哀楽堪忍袋』　合巻　※小三馬作、文政12年
- 『三国妖狐殺生石』　合巻　※五柳亭徳升作、文政13年（1830年）刊行
- 『漢楚賽擬選軍談』　合巻　※曲亭馬琴作、文政14年刊行
- 『新編金瓶梅』　合巻　※曲亭馬琴作、文政14年 - 弘化4年（1847年）刊行
- 『風俗金魚伝』　合巻　※馬琴作、文政12年 - 天保3年

### 錦絵
- 「九十郎・関三十郎　玉屋新兵衛・尾上菊五郎　奥女中飛鳥・瀬川菊之丞」　大判3枚続　東京都立図書館所蔵　※文政7年3月、江戸中村座『花曇艶街下駄傘』より
- 「尾上菊五郎の四谷怪談お岩」　大判錦絵3枚続　※変り絵
- 「通俗水滸伝豪傑百八人之一個　見立入雲龍公孫勝」　大判錦絵　東京国立博物館所蔵
- 「駱駝之図」　2枚続　※文政7年版行、山東京山の文あり
- 「箱根温泉遊覧之図」　大判錦絵3枚続　※文政4年
- 「日本橋魚市繁栄図」　大判錦絵3枚続　※天保頃
- 「相州江ノ島弁天巌屋祭礼之図」　大判錦絵3枚続　※天保頃
- 「浮絵亀戸天満宮之図」　横大判錦絵
- 「更衣」　大判錦絵

### 肉筆画
- 「立ち美人」　絹本着色　光記念館所蔵　※「歌川國安画」の落款、「弌鳳齋」の朱文方印と「國安」の白文方印あり。那須ロイヤル美術館（小針コレクション）旧蔵